# روي ديفيدسون
روي ديفيدسون هو سياسي كندي، ولد في 15 فبراير 1906، وتوفي في 25 أبريل 1999 في كندا. حزبياً، نشط في حزب الائتمان الاجتماعي في ألبرتا ‏. وقد انتخب عضو الجمعية التشريعية ألبرتا.